# Ammophila areolata
Ammophila areolata är en biart som beskrevs av Walker 1871. Ammophila areolata ingår i släktet Ammophila och familjen grävsteklar. Inga underarter finns listade i Catalogue of Life.